# Finn Helgesen
Pour les articles homonymes, voir Helgesen.
Finn Helgesen (né le 25 avril 1919, et mort le 3 septembre 2011) est un patineur de vitesse norvégien.

## Palmarès

### Jeux olympiques d'hiver
- Jeux olympiques d'hiver de 1948 à Saint-Moritz,  Suisse
  -  Médaille d'or du 500 mètres